# Atlas (luna)
Átlas (grško Άτλας: Átlas) je Saturnov notranji naravni satelit. 

## Odkritje
Luno Atlas je odkril Richard John Terrile v letu 1980 na slikah, ki jih je posnela sonda Voyager 1. Dobila je začasno oznako S/1980 S 28 . V letu 1983 je dobila uradno ime po Titanu Atlasu iz grške mitologije.. Znana je tudi kot Saturn XV.

## Tirnica
Luna Atlas ima krožnico zelo blizu zunanjega roba obroča A. Dolgo so mislili, da je Atlas pastirski satelit, ker je zunanji rob obroča A zelo oster. Pozneje so ugotovili, da so delci na zunajem robu obroča A v orbitalni resonanci 7 : 6 z bolj oddaljenima in večjima lunama Janus in Epimetej . V letu 2004 so v tirnici Atlasa odkrili šibek obroč, ki je dobil začasno oznako R/2004 S 1 .
Luna Atlas obkroža Saturn na razdalji 137.670 km. Obkroži ga v približno 14 urah in 36 minutah po tirnici, ki leži skoraj v ekvatorialni ravnini Saturna. 
Na luno močno vpliva luna Prometej in v manjši meri tudi Pandora.
Njeno kroženje je sinhrono (sočasno), kar pomeni, da podobno kot Luna  kaže vedno isto stran proti Zemlji, kaže tudi Atlas vedno isto stran proti Saturnu.

## Lastnosti
Atlas ima zelo nepravilno obliko z izrazitim robom od ekvatorju. Verjetno se je okoli ekvatorja nabrala večja količina prahu, kar daje luni tako nenavadno obliko. Njene mere so 37 × 34,4 × 27 km 
Gostota je samo 0,44 g/cm³,  kar pomeni, da je v glavnem sestavljena iz vodnega ledu. Njen albedo je 0,4.